# 보천보전투승리기념탑

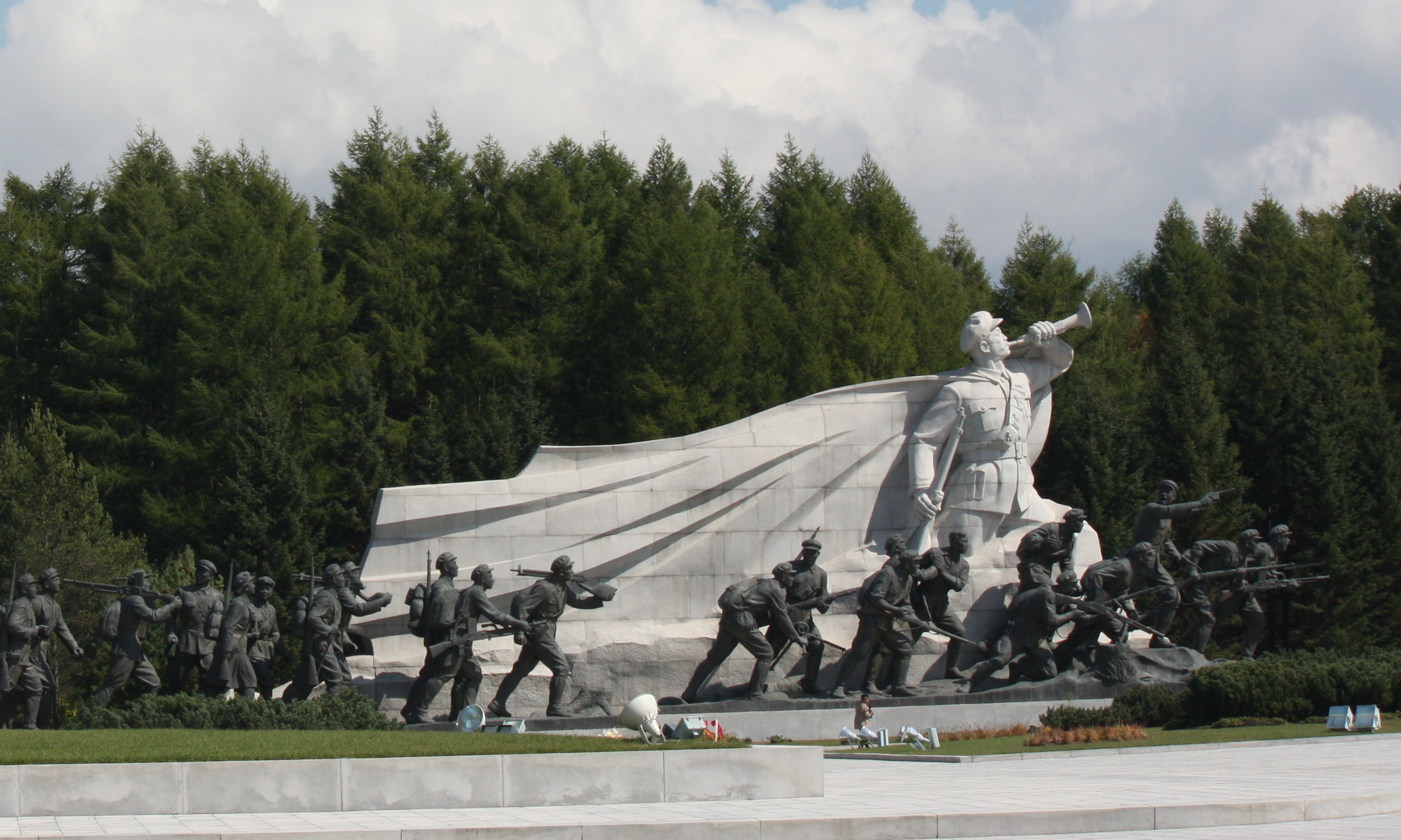
보천보전투승리기념탑

보천보전투승리기념탑(普天堡戰鬪勝利記念塔)은 량강도의 중심지인 혜산시에 위치해 있다. 이 탑은 1937년 6월 4일에 보천보군에서 김일성 부대가 경찰서를 습격하고, 많은 일본 경찰을 죽인 사건을 기념하기 위해 1967년에 세워졌다. 높이는 38.7미터, 길이는 30.3미터이다.

## 같이 보기
- 보천보 전투